# Balanzac
Balanzac är en kommun i departementet Charente-Maritime i regionen Nouvelle-Aquitaine i västra Frankrike. Kommunen ligger  i kantonen Saujon som ligger i arrondissementet Saintes. År 2022 hade Balanzac 614 invånare.

## Befolkningsutveckling
Antalet invånare i kommunen Balanzac
Referens:INSEE